# Peugeot Type 18
La Peugeot Type 18 est un modèle d'automobile produit par le constructeur français Peugeot entre 1896 et 1901.